# Андски елен
Андският елен (Hippocamelus bisulcus) е вид елен, обитаващ Южните Анди, на територията на Чили и Аржентина.
Южноандският елен, редом с андски кондор е изобразен на герба на Чили, и се смята за един от националните символи на страната.

## Особености
Южноандският елен има здраво тяло и къси крака. Дължината му е до 165 cm, като женските са по-дребни. Има дебела, гъста козина, оцветена в бежово или тъмно кафяво в зависимост от сезона. Тегло – между 40 и 100 кг. 
Ушите и опашката на тези животни са дълги 10 и 20 cm. Мъжките имат чифт рога, които могат да достигнат 30 cm дължина.

Южноандските елени са тревопасни животни, хранят се с треви и лишеи, които растат сред скалите във високите планини. Живеят в малки групи от по 2-3 индивида, обикновено женска и нейното потомство.

## Екология
Южноандският елен е класифициран като застрашен вид от 1976 г. и е под закрила в 13 национални парка в Чили и в 6 в Аржентина. Намаляването на популациите му се дължи основно на човешка дейност: обезлесяване, разпокъсване на местообитанията от пътища и магистрали, въвеждане на неместни животни (например говеда, европейски елени), бракониерство.